# Edith Mikeleitis
Edith Mikeleitis (geboren am 27. Februar 1905 auf dem Gut Parcenczowo in der Provinz Posen; gestorben am 8. Juli 1964 in Stuttgart) war eine deutsche Schriftstellerin.

## Leben
Mikeleitis stammte aus einer Familie, die ursprünglich in der Nähe von Tilsit beheimatet war. Da ihr Großvater Offizier war, wechselte er des Öfteren die Garnisonen, daher wurde ihr Vater in Kolberg geboren. Die deutsche Provinz Posen bot ihm die Möglichkeit ein eigenes Gut zu erwerben und zu betreiben. Ihre Mutter hieß Hedwig (geborene Wrublik) und war die Tochter eines Revierförsters aus Oberschlesien. Sie hatte eine ältere Schwester Elisabeth. Sie zogen bald auf das Gut Parchanie bei Hohensalza, wo sie zunächst von Hauslehrern unterrichtet wurden, da sie die nächstgelegene höhere Schule, das Lyzeum in Hohensalza aufgrund der Entfernung (zwei Stunden Fahrt mit dem Pferdewagen) nur im Sommer besuchen konnten. Mikeleitis sollte das Abitur ablegen und Philologie studieren. Durch den verlorenen Krieg musste die das Gut verlassen und siedelte zu den Großeltern mütterlicherseits nach Lauban bei Görlitz um. Hier besuchte sie vier Jahre lang das Lehrerinnenseminar in Löwenberg. Ihr Examen legte sie mit Auszeichnung ab. Da sie sich nebenbei dem Studium der Musik und des Latein gewidmet hatte, konnte sie ihr Abitur nachholen. Anschließend war kurzzeitig sie in Altkemnitz im Riesengebirge als Lehrerin tätig. Als sie 20 Jahre alt war, verfasste sie bereits erste literarische Werke. Sie schrieb inzwischen unter dem Namen Edith Winkelmann, sie war inzwischen verheiratet, und wurde 1932 Dramaturgin bei Gustav Hartung am Hessischen Landestheater in Darmstadt. 1935 wurde ihre Ehe geschieden und sie ging nach Berlin. Hier lernte sie schon bald Otto August Ehlers (1901–1979) kennen, der die Leitung der Westermanns Monatshefte innehatte. Im November 1937 heiratete sie ihn. Sie lebten am Wannsee, wo 1940 der Sohn Jürn Meinert Ehlers und 1941 die Tochter Almut Ehlers geboren wurden. Anschließend lebten sie für einige Zeit in Braunschweig, ehe sie nach Hamburg-Blankenese, der Heimat ihres Mannes, umzogen.

## Schriften (Auswahl)
- Moses (Epos) und Saul (Drama)
- Das Leben Rembrandts Biografischer Aufriss in 3 Akten.
- Das andere Ufer. Georg Westermann, Braunschweig 1942 (Nachdruck der Ausgabe von 1937/1938 mit einem Nachwort von Hanns Martin Elster zum Leben der Dichterin).
- Die Sterne des Kopernikus. Georg Westermann, Braunschweig 1943.
- Die Blaue Blume. Roman, Vieweg, Braunschweig 1948.